# Hrabstwo Sutherland
Hrabstwo Sutherland (Sutherland Shire) - jeden z 38 samorządów lokalnych wchodzących w skład aglomeracji Sydney, największego zespołu miejskiego Australii. Znajduje się w południowej części Sydney i zajmuje powierzchnię 335 km². Liczy 205 448 mieszkańców (2006). 
Lokalną władzę ustawodawczą stanowi rada hrabstwa składająca się z piętnastu członków, wybieranych z zastosowaniem ordynacji proporcjonalnej w pięciu trójmandatowych okręgach wyborczych. Radni wyłaniają spośród siebie burmistrza i jego zastępcę, którzy kierują egzekutywą. 

## Galeria

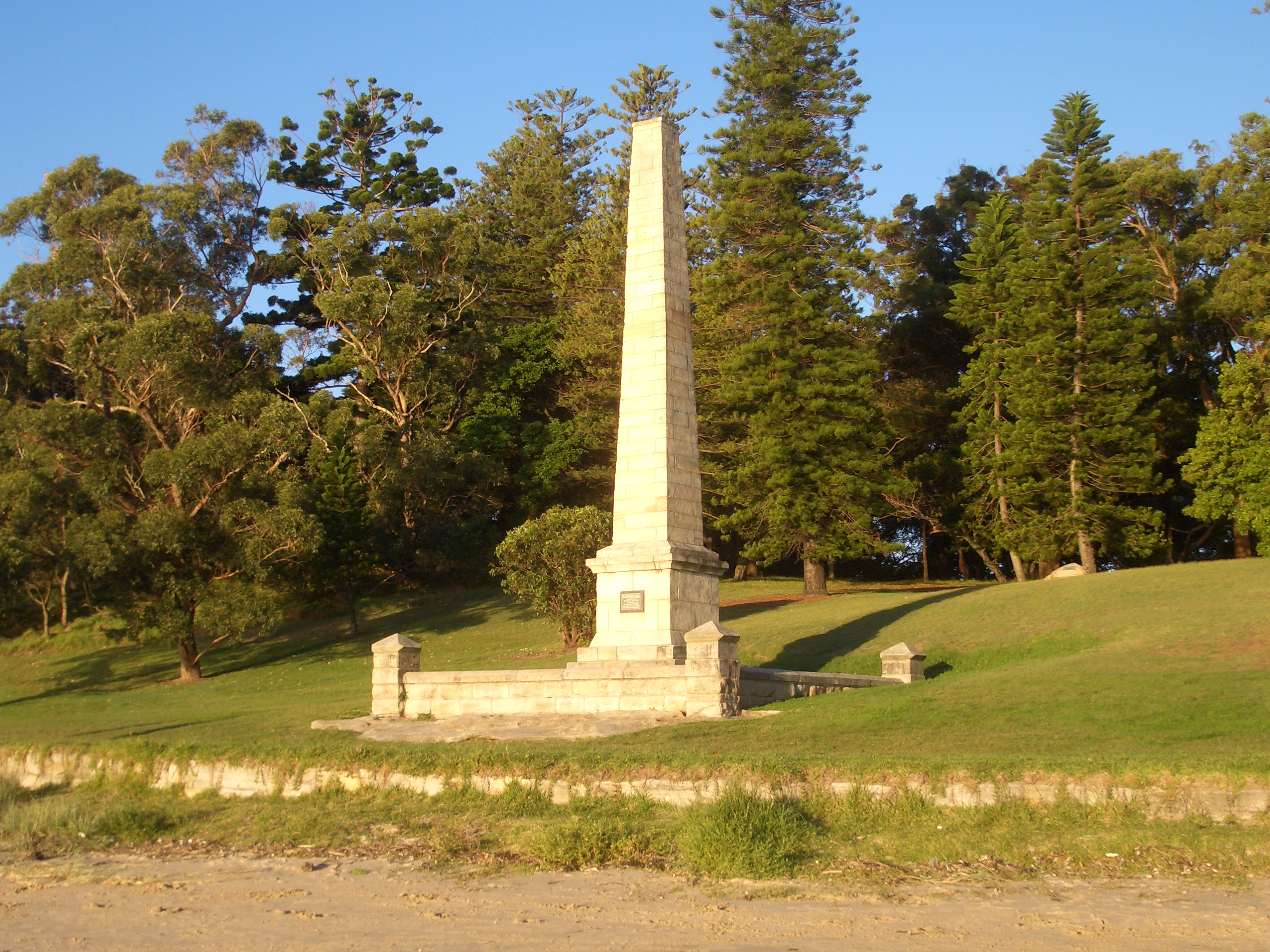
Obelisk upamiętniający Jamesa Cooka
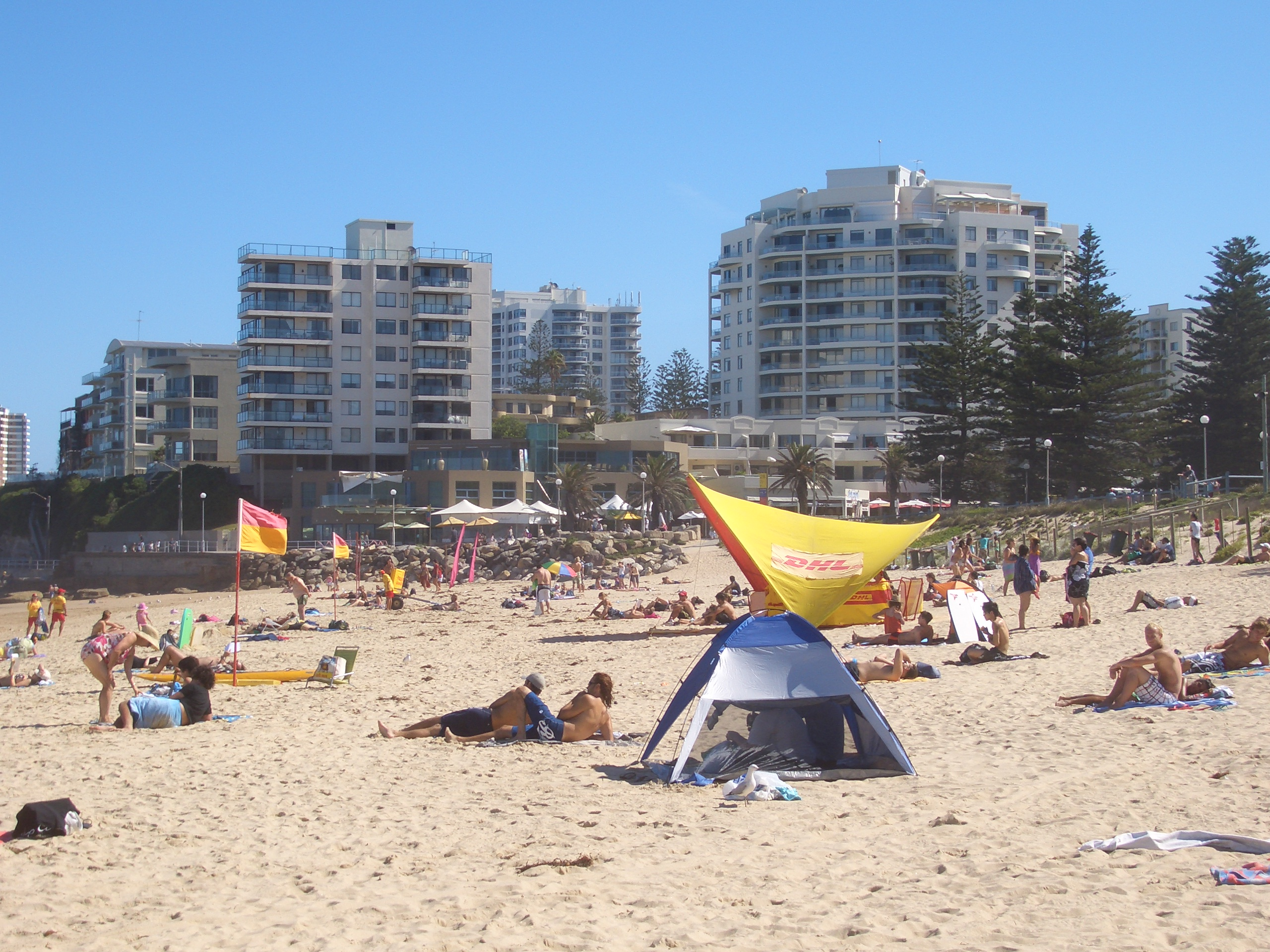
Plaża North Cronulla
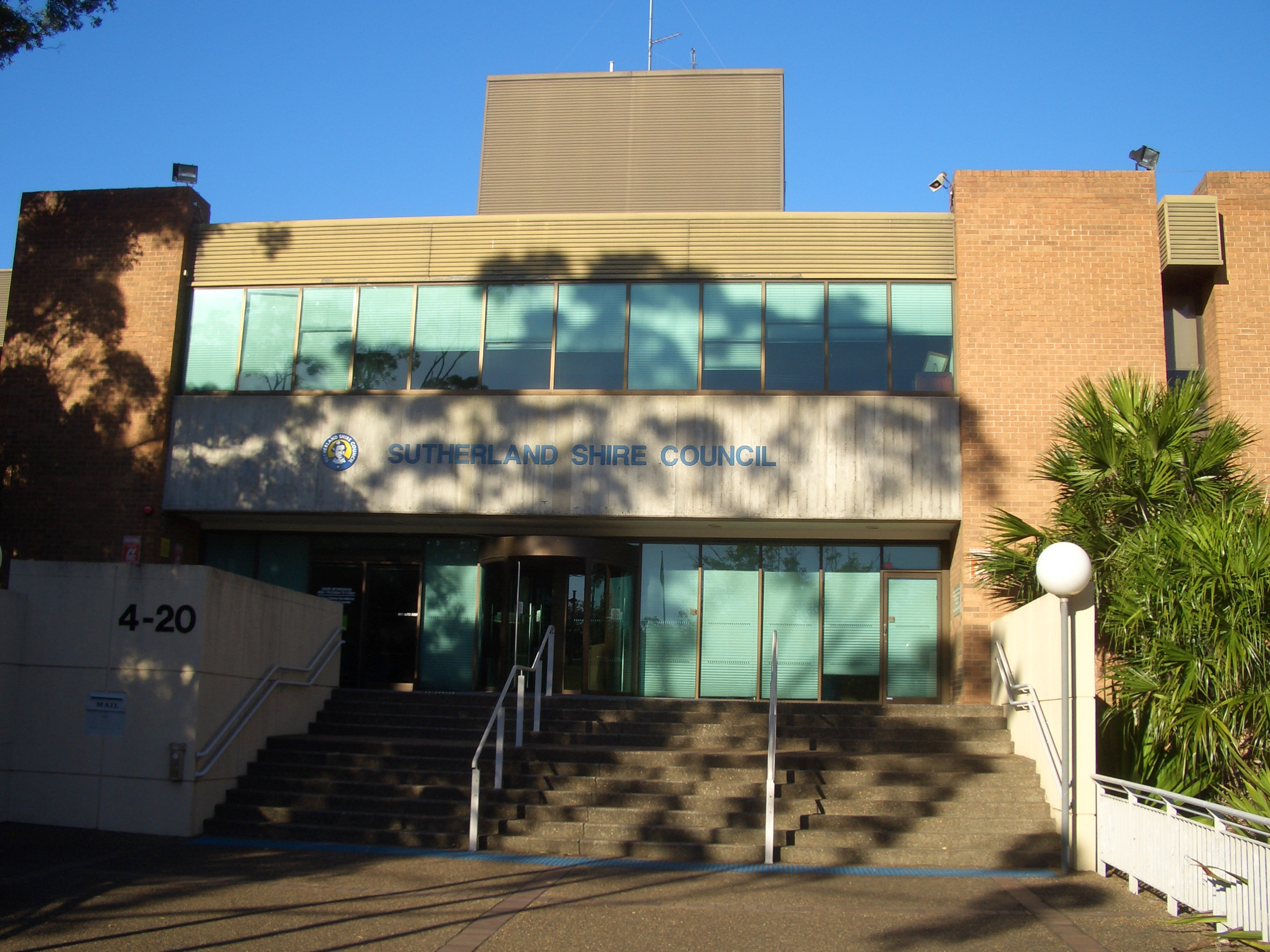
Budynek władz hrabstwa